# Cayo Claudio Pulcro (cónsul 92 a. C.)
Cayo o Gayo Claudio Pulcro  fue un senador y cónsul romano de la República romana. Fue hijo de Apio Claudio Pulcro, cónsul en 143 a. C., y nieto de Cayo Claudio Pulcro, cónsul en 177 a. C.
En 100 a. C. fue uno de los que tomó armas contra el tribuno de la plebe Lucio Apuleyo Saturnino. En 99 a. C. fue elegido edil curul, cuando celebró sus juegos exhibió por primera vez elefantes en el circo y lo decoró con extravagantes y pintorescas decoraciones, por lo que fueron unos juegos recordados por los romanos durante mucho tiempo. En 95 a. C. fue elegido pretor, obteniendo el gobierno de la isla de Sicilia, dictando leyes para que los ciudadanos de Sicilia respetaran los nombramientos que realizaba el Senado. Los mamertinos lo convirtieron en su patrón. Obtuvo el consulado por su buen hacer en Sicilia en 92 a. C., junto a Marco Perperna como colega consular. Cicerón habla de él como un hombre de gran poder y que poseía una gran habilidad para la oratoria.